# Imanato de Futa Yallon
El Imanato de Futa Yallon o Jalon (en árabe: إمامة فوتة جالون‎; Pular : Fuuta Jaloo o Fuuta Jalon 𞤊𞤵𞥅𞤼𞤢 𞤔𞤢𞤤𞤮𞥅) era un Estado Islámico de  África Occidental con sede en las tierras altas de Futa Yallon en la Guinea moderna. El estado fue fundado en 1725 por una yihad fulani y pasó a formar parte del África occidental francesa en 1896.

## Historia

### Orígenes
La región de Futa Yallon fue colonizada por los seminómadas Fulɓe durante generaciones sucesivas entre los siglos XV y XVI. Inicialmente, seguían una religión tradicional africana y convivían pacíficamente con el pueblo nativo Yalunka. En el siglo XVII, una afluencia de musulmanes Fulɓe de Macina, Malí, cambió el tejido de la sociedad Fula.
Como en el Imanato de Futa Toro, convivían el musulmán y el tradicionalista Fula de Futa Yallon. Luego, según los relatos tradicionales, estalló una guerra santa en el siglo XVII. En 1725, los musulmanes Fulɓe tomaron el control total de Futa Yallon después de la batalla de Talansan y establecieron el primero de muchos estados teocráticos Fula que vendrían. Karamokho Alfa fue nombrado Amir al-Mu'minin ("Comandante de los Fieles") y primer Almami del Imamato de Futa Jalon. Murió en 1751 y fue sucedido por el emir Ibrahim Sori (fallecido en 1791), quien consolidó el poder del Estado islámico. La muerte de Sori provocó que el imamato de Futa Yallon se desintegrara en una federación de nueve provincias autónomas con constantes disputas de sucesión sobre quién tenía derecho a ser imán. Finalmente, las principales familias Soriya y Alfaya acordaron alternar el imamato entre ellas.
La revolución en Futa Yallon inspiró un movimiento similar en Futa Toro, donde el clérigo torodbe Sulayman Bal derrocó a la dinastía Denianke en 1776. : 441 

### Apogeo

África occidental alrededor de 1875

En su apogeo, el Imamato de Futa Yallon fue uno de los estados más poderosos de África occidental, respaldado por poderosos ejércitos libres y esclavistas. Los Fulɓe de Futa Yallon y Futa Toro pudieron aprovechar el creciente comercio de esclavos en el Atlántico con los europeos de la costa, particularmente los franceses y portugueses . Los estados gemelos de Fula también suministraban valiosos cereales, ganado y otros bienes a sus vecinos europeos de la costa. Los Almaami exigirían regalos a cambio de derechos comerciales y podrían hacer cumplir su voluntad con un ejército bien provisto.
En 1865, en el clímax de un largo período de conflicto intermitente, Futa Yallon invadió el reino mandinka de Gabú en apoyo de una revolución de Alpha Molo. En la decisiva batalla de Kansala en 1867, la capital de Kaabu fue destruida y el Imamato extendió su control a Fuladu, en la cuenca de Casamanza.

### Decadencia y colonización
Los franceses no estaban satisfechos con el mero dominio de la costa y el comercio cada vez más unilateral con los fulbes. Comenzaron a incursionar en Futa Yallon capitalizando sus luchas internas. En 1881, estimulados por los intentos británicos en la región, negociaron un tratado con los líderes de Futa Yallon que presentaron internacionalmente como representativo del establecimiento de un protectorado francés sobre la región, aunque los dos Almamis no parecen haber entendido que fuera así. . En 1889, otras potencias internacionales habían aceptado que Futa Yallon se encontraba dentro de la esfera de influencia francesa. Los franceses pretendían fortalecer su control en la región como un posible puente interior desde sus posesiones en Senegambia a sus otros territorios al sur y al este, pero los almamis se resistieron diplomáticamente. Una parte de su resistencia se centró en impugnar la representación francesa del tratado de 1881 como cualquier tipo de renuncia a la autonomía, y los franceses finalmente accedieron a su interpretación en un segundo tratado en 1893. Paralelamente, aumentaron la presión sobre los franceses apoyando movimientos de resistencia en otras áreas donde los franceses intentaban extender o fortalecer su influencia, como la del líder mandinga Samori Ture. Finalmente, los franceses pudieron expulsar a Samori hacia el sur, fuera de contacto con Futa Yallon y su ayuda.
Los Almamis también plantearon el espectro de relaciones más estrechas con los británicos en Sierra Leona como una amenaza contra los franceses, ya que habían establecido una relación comercial antes del disputado tratado francés de 1881. Los británicos, sin embargo, reconocerían la región como parte de la esfera francesa en 1889 y, por lo tanto, no tenían intención de intervenir más, y terminaron la relación comercial por completo en 1895, privando a los almamis de otra arma para usar contra los franceses. retirando otra arma del almani. Es un tratado de 1881 en disputa con los franceses, aunque una vez que los británicos reconocieron a Futa Yallon como parte de la esfera francesa, se negaron a involucrarse. los británicos y serviría de contrapeso al dominio francés. Áreas y regiones controladas por los franceses. , pero el alivio duró poco. Los Almani también se volvieron expertos en enfrentar a las administraciones coloniales francesas separadas entre sí. Esta herramienta para resistir a los franceses también fue eliminada en 1895, con la creación de una autoridad colonial francesa coordinada en África Occidental.
Los franceses se habían comprometido a una expansión pacífica en Futa Yallon y los Almami aprovecharon este compromiso. Aprovechan la complicada estructura del gobierno del propio Imamato, con el control alterno, no sólo del gobierno central sino de las provincias individuales entre las dos facciones, más un control proporcionado por el consejo de ancianos, como pretexto para retrasar la decisión de Francia. iniciativas diplomáticas al exigir más consultas, a menudo enviando enviados franceses de un lado a otro entre las facciones, o insistiendo en que era necesaria una consulta con el consejo o las provincias antes de que se pudiera ratificar cualquier acuerdo. Al hacerlo, lograron acabar con varias iniciativas francesas. En particular, el aparentemente profrancés Soriya Almami Bokar Biro los frustró con su duplicidad. 
Al final, fue la disolución del estado de Futa Jalón lo que condenó su independencia. Después de tomar el control del papel de Soriya Almami en 1890 al asesinar a su hermano, que era el sucesor designado, Bokar Biro tomó medidas para fortalecer el control central sobre las provincias, y los líderes provinciales resistieron, algunos presionando por la independencia total. La guerra civil resultante vio al ejército de Almami derrotado por una coalición de dos líderes provinciales en 1895, aunque pudo recuperarse con la ayuda francesa. Los jefes provinciales comenzaron a recurrir a los franceses en busca de intercesión contra los excesos de Bokar Biro, y cuando finalmente quedó claro en 1896 que sus promesas eran vacías, los franceses comenzaron a fomentar activamente la disensión entre el gobierno central y las provincias. La ambición de Bokar Boro de ser el único gobernante alienó a la facción Alfaya, pero también había disensión dentro de los Soriya, que no lo habían perdonado por tomar el poder asesinando a su propio hermano, y que también resentían sus movimientos hacia una centralización más fuerte. Alfaya Almami, Hamadu, murió en 1896, y Soriya Almami tomó medidas para resistirse a ceder el control al final de su mandato. Intentó asesinar al heredero elegido por Almaya, Omaru Bademba, y cuando eso fracasó, apoyó a dos rivales de Alfaya. Bademba, que era profrancés y por tanto amenazaba la relación exclusiva de Bokar Biro con ellos, libró una batalla exitosa contra sus rivales y luego atacó al propio Bokar Biro, pero fue derrotado. Huyó hacia los franceses, quienes decidieron aprovechar las divisiones dentro de Futa Yallon entre Soriya Almami y los gobernadores provinciales, la facción Alfaya y sus propias facciones, y, citando su negativa a entregar las riendas del gobierno al final de su mandato como pretexto, intervinieron para deponer a Bokar Biro. Marcharon hacia Timbo sin resistencia y, en noviembre de 1896, un pequeño destacamento de soldados franceses mejor armados derrotó al ejército de Bokar Biro en la batalla de Porédaka y los hombres de Bademba lo mataron mientras huía. Esto puso fin a la resistencia de Futa Yallon, y aunque los franceses instalaron al primo de Bokar, Sori El Eli, y a Bademba como Soriya y Alfaya Almamis, ahora sirvieron como clientes franceses en lugar de gobernantes independientes.

## Gobierno
El nuevo Imamato de Futa Yallon fue gobernado bajo una interpretación estricta de la Sharia con un gobernante central en la ciudad de Timbo, cerca de la actual Mamou . El Imamato contenía nueve provincias llamadas diwe, todas las cuales tenían cierta autonomía. Estos diwe fueron: Timbo, Timbi, Labè, Koîn, Kolladhè, Fugumba, Kèbaly, Fodé Hadji y Bhouria. La reunión de los gobernantes de estos diwè en Timbi decidió presentar a Alpha Ibrahima de Timbo como el primer Almamy Fuuta Jallonke con residencia en Timbo. Timbo luego se convirtió en la capital de Futa Yallon hasta la llegada de los colonialistas franceses. El objetivo de la constitución de este Imamato era convencer a las comunidades locales de que se hicieran musulmanas. Se convirtió en una potencia regional a través de la guerra y la negociación, ejerciendo influencia y generando riqueza. Como estado soberano, trató con Francia y otras potencias europeas como un par diplomático mientras defendía los logros artísticos y literarios en el aprendizaje islámico en centros como la ciudad santa de Fugumba.
Los musulmanes de Futa Yallon se dividieron en facciones. La facción clerical tomó el nombre de Alfaya por respeto al legado de Karamokho Alfa, mientras que la facción secular se llamó a sí misma Soriya en honor a su sucesor Ibrahima Sori. Las dos facciones llegaron a un acuerdo de que el poder debería alternarse entre los líderes de las dos facciones, y el almami elegido de cada facción serviría en términos alternos de dos años. Los gobernantes de las dos ciudades de Timbo y Fugumba descendían de la misma familia original, y más tarde toda la competencia por el puesto de almami se produjo entre estas dos ciudades.
El imamato esclavizó a personas no musulmanas tanto dentro como fuera de sus fronteras, vendiendo los esclavos a casas comerciales europeas en la costa o asentando a los esclavos (hubbu) en colonias agrícolas llamadas runde. En 1785 estalló una importante revuelta de esclavos, pero fue reprimida y muchos supervivientes huyeron a la zona cercana a Freetown. : 393 A mediados del siglo XIX, los esclavos constituían la mitad de la población de Futa Yallon y realizaban todo el trabajo agrícola. : 463 

## Cultura y Religión
Fulfulde estaba en Futa Yallon, una lengua vernácula escrita con escritura árabe. Los poetas fula compusieron poesía épica en Fulfulde en el siglo XIX sobre la fe, la ley y la moralidad, y muchas mujeres sabían leer el Corán.: 461 